# Donna Procter
Donna Lee Procter (16 de junio de 1969) es una deportista australiana que compitió en natación.
Ganó seis medallas en el Campeonato Pan-Pacífico de Natación entre los años 1985 y 1991. Participó en los Juegos Olímpicos de Seúl 1988, ocupando el octavo lugar en la prueba de 400 m estilos.

## Palmarés internacional
| Campeonato Pan-Pacífico | Campeonato Pan-Pacífico | Campeonato Pan-Pacífico | Campeonato Pan-Pacífico |
| Año                     | Lugar                   | Medalla                 | Prueba                  |
| ----------------------- | ----------------------- | ----------------------- | ----------------------- |
| 1985                    | Tokio (Japón)           | Medalla de plata        | 4 × 200 m libre         |
| 1985                    | Tokio (Japón)           | Medalla de bronce       | 400 m libre             |
| 1987                    | Brisbane (Australia)    | Medalla de bronce       | 800 m libre             |
| 1987                    | Brisbane (Australia)    | Medalla de bronce       | 400 m estilos           |
| 1989                    | Tokio (Japón)           | Medalla de bronce       | 400 m estilos           |
| 1991                    | Edmonton (Canadá)       | Medalla de bronce       | 800 m libre             |